# Битва при Нуасвиле
Нуасвиль — местечко в Лотарингии (7 км к востоку от Меца), где 31 августа — 1 сентября 1870 года состоялось сражение между французской и прусской армиями.

## Перед сражением
После сражений при Марс-ла-Тур и Гравелоте армия Базена была окружена в Меце, и принц Фридрих-Карл задался целью не выпустить французов из крепости. Вследствие этого, к 22 августа, немецкие войска заняли следующее расположение.
На другом берегу Мозеля под начальством Мантейфеля — дивизия Куммера (18 батальонов, 16 эскадронов, 38 орудий) стояла на участке Мальруа—Шарли; 1-я пехотная дивизия — на линии Фальи—Сервиньи; 2-я дивизия — у Лакенекси; 3-я кавалерийская дивизия — от Лакенекси до реки Сейль. 7-й армейский корпус — выше Меца, у Ар-сюр-Мозель; 8-й — восточнее Гравелота, до Ферм-Моску; 2-й — левее 8-го, до Норуа-ле-Венер; 10-й — у Фева и Амелянжа, с передовыми частями на линии Норуа—Пти—Тап; в резерве находились: 3-й корпус — у Фер-ла-Колер, 9-й — у Сен-Эль и Сен-Мари; 1-я кавалерийская дивизия — у Резонвиля.
Немцы считали вероятным, что Базен попытается прорваться на север к Тионвилю, Монмеди и Седану. Это, отчасти, подтверждала и группировка французских биваков к северу от Меца. В виду этого, 23 августа немецким 8-му, 2-му и 10-му корпусам было приказано продвинуться к северу и занять пути в Тионвиль, a 3-му и 9-му — податься влево.
Между тем Базен 19 августа доносил Наполеону III, что рассчитывает, после некоторого отдыха в Меце, двинуться на север и через Монмеди или Седан достигнуть Шалона.
Действительно, 26 августа он перевёл большую часть армии на правый берег Мозеля и сосредоточил её в окрестностях форта Сен-Жюльен; но дело получило другой оборот на военном совете в Гримоне, где Базен скрыл полученную им депешу от Мак-Магона, который телеграфировал, что, для содействия прорыву Базена, двинется с шалонской армией на север, ему навстречу. Комендант крепости Кофиньер и начальник артиллерии Солейль настаивали на несвоевременности предприятия, мотивируя своё мнение необходимостью присутствия армии для защиты слабых верков, трудностью прорыва и тем, что фактическое обладание Мецом, столицей Лотарингии, может повести, в случае заключения мира, к сохранению Лотарингии. Все члены совета согласились с этими доводами, и только маршал Лебёф заметил, что сохранить армию при недостаточности продовольствия — дело очень трудное. Ввиду этого, предприятие 26 августа ограничилось небольшой перестрелкой, и корпуса, кроме 2-го и 3-го, были отведены на левый берег Мозеля.
Сосредоточение французов утром 26 августа, казалось, более всего угрожало отряду Куммера и 1-й дивизии, а потому Мантейфель притянул к 1-й дивизии бригаду от 2-й дивизии; 10-й корпус подтянулся к своему левому флангу и частью перешёл Мозель у Аржанси, а из 9-го корпуса 1-я дивизия направилась к мосту у Оконкура, другая же — к Маранжу. Кроме того принц Фридрих Карл приказал: 9-му корпусу изготовиться к движению за Мозель, a одной бригаде 7-го корпуса двинуться в Лакенекси, для усиления 2-й дивизии.
Между тем 27 августа Базен получил от коменданта Тионвиля известие, что корпус Дуэ (бывший Мак-Магона) находится в Стенэ, на правом берегу Мааса, а 29-го Мак-Магон сообщил, что 31-го он будет на реке Эн и оттуда пойдёт к Мецу.
Полагая билзость Мак-Магона, Базен решился прорваться по правому берегу Мозеля и через Тионвиль искать соединения с шалонской армией. Это решение и привело к сражению при Нуасвиле 31 августа и 1 сентября.
Полем сражения служило возвышенное плато, полого поднимающееся от Мозеля к Сен-Барбу и перерезанное ручьём Вальер и оврагом. Обе стороны уже были хорошо знакомы с этой местностью, поскольку 14 августа там на линии Коломбей—Нуйльи уже было сражение между прусскаками и французами.
Избрав направление на Тионвиль, французам необходимо было овладеть плоской возвышенностью Сен-Барб, командующей всей окружающей местностью. Подступы к Сен-Барбу пересекались укреплённой позицией 1-й дивизии на линии Сервиньи—Пуа—Фальд, а под прямым углом к ней тянулось расположение отряда Куммера на линии Рюпиньи—Мальруа—Шарли, бравшее во фланг прямое направление на Сен-Барб. Левый фланг Мантейфеля упирался в позицию Нуасвиль—Брасери—Монтуа, на расстоянии 6 км от которого, у Лакенекси и Курселя, находилась бригада 2-й дивизии, прикрывавшая склады в Рамильи. Таким образом, левый фланг Мантейфеля был наиболее слабой частью его расположения, так как легко мог быть охвачен французами.

## Ход сражения

### Выдвижение сторон
31 августа в 6:00 началась переправа французских войск; но, вследствие недостаточной подготовки операции, произошло скрещивание колонн, и только к 17:00 гвардия, 4-й и 6-й корпуса окончили развёртывание. Между тем 2-й и 3-й корпуса ещё в 9:00 оттеснили немецкие аванпосты и, в ожидании подхода остальных войск, занялись варкой пищи. Французская армия развернулась на правом берегу Мозеля: 6-й корпус Канробера — впереди форта Сен-Жюльен, между Мозелем и дорогой на Аванси, фронтом на север; 4-й корпус Ладмиро — правее, до ручья Вальер, фронтом на восток, а ещё правее, до саарбрюккенской дороги — 5-й корпус Лебёфа, за которым — 3-й корпус, выдвинув бригаду Лапассе к Коломбею. В общем резерве у Сен-Жюльена оставалась гвардия. Таким образом, только бригада Лапассе имела направление в охват левого фланга немцев.
После полудня Базен отдал следующие приказания своим корпусам: 3-му — атаковать Сен-Барб со стороны Шато-Шеби и занять линию лес Шеби—Аванси; 4-му — атаковать Сен-Барб в направлении Вилер—Лорм—Времи и достигнуть линии Сомриле—Винь; 6-му — направиться на позицию Шиель—Мальруа, стараясь занять линию Антильи—Аржанси; 2-му — следовать за 3-м, a гвардии оставаться в резерве. Атака должна была начаться одновременно, в 14:00, по залпу с форта Сен-Жюльен.
Между тем, ещё в 8:30 немцы заметили движение французов, и командиру 9-го корпуса приказано было направить одну дивизию в Пьервилье, а другую — в Ронкур; 10-й корпус двинулся к переправе, оставив на своей позиции лишь незначительные силы. Час спустя, Фридрих-Карл велел 2-му корпусу сосредоточиться между Обуэ и Брией, а 3-му — идти на Сен-Прива, с тем чтобы эти корпуса или двинуть наперерез пути Тионвиль—Седан, или притянуть к полю сражения. Всё утро прошло спокойно, и только на крайнем правом фланге французы заняли с боя Коломбей и Лагранж-о-Буа.

### Бой 31 августа
Около 16:00 был подан сигнал, и французский 3-й корпус двинулся в атаку, имея в первой линии дивизию Метмана, наступавшую севернее ручья Вальер, и дивизию Монтодона — южнее; в резерве — дивизия Фовар-Батуля. Части прусской l-й пехотной дивизии немедленно заняли позицию Фальи—Сервиньи—Брасери, отделив батальон во Времи и выдвинув арталлерию на 800—1000 шагов перед пехотой. Меткий огонь этой артиллерии вскоре заставил замолчать французские орудия.
Между тем 3-я прусская бригада двинулась около 17:00 на позицию и стала уступом за левым флангом 1-й дивизии, а 44-й полк был отряжен в Монтуа. Заметив это, Монтодон направил туда одну бригаду, за которой последовала и дивизия Фовар-Батуля. Эта бригада заняла Монтуа и, оттеснив подоспевшую прусскую 2-ю бригаду 2-й дивизии, овладела Коенси и замком Обиньи. Немцы отошли на линию Марсильи—Ар—Лакенекси. В это время другая бригада Монтодона открыла огонь против Нуасвиля и Брасери и после удачной охватывающей атаки Нуасвиль был занят французами. Около 19:00 бой здесь временно прекратился. В 21:00 немцы попытались снова овладеть Нуасвилем, но неудачно и вынуждены были, очистив Фланвиль, отойти к Шато-Гра, за Сервиньи.
Французский 4-й корпус начал своё наступление тогда, когда Монтодон овладел Нуасвилем. Главные усилия были направлены против прусской артиллерийской позиции. Но, несмотря на энергию атаки, немецкой артиллерии удалось отойти к своей пехоте и переменить здесь фронт артиллерии с целью обстреливать подступы со стороны Нуасвиля, откуда угрожало охватывающее наступление противника.
Также французам не удались атаки дивизии Сиссе на деревню Сервиньи и дивизии Гренье — на деревню Пуа. С целью облегчить их положение Базен приказал дивизии Тиксье занять Фальи. Но и это не удалось.
Наступившая темнота, казалось, прекратила бой. Но вскоре к французам подошла дивизия Эмара; без выстрела она бросилась на Сервиньи и, застигнув немцев врасплох, овладела этим пунктом. Однако, вслед затем и к немцам прибыли свежие силы. Дружным натиском двенадцати рот они, в свою очередь, выбили французов из Сервиньи.
Ночь с 31 августа на 1 сентября противники провели на следующих позициях.
Прусские войска. Отряд Куммера по-прежнему упирался правым флангом в Мозель; за ним — 25-я дивизи 9-го корпуса, остальные части этого корпуса перешли ночью Мозель и к утру 1 сентября расположились у Антильи. 1-я пехотная дивизия и 5-я ландверная бригада занимали Фальи—Пуа—Сервиньи; резервом им служили две бригады и корпусная артиллерия 1-го корпуса у Времи и Сен-Барба. Левый фланг немцев прикривался 3-й пехотной бригадой Мемерти у Пти-Маре; у Лакенекси оставался отряд генерала Прицельвица (4-я и 28-я пехотные бригады), отделённый от левого фланга Мантейфеля пространством в 5-6 км.
Французские войска. Фронт армии Базена имел вид тупого угла с вершиной около Фальи. От этого пункта до Брасери и Нуавиля тянулись войска 4-го и 3-го корпусов, а 6-й занимал пространство до Мозеля; уступом впереди правого фланга у Монтуа и Фланвиля стояли дивизия Фовар-Батуля и бригада Метмана, остальные же части 2-го корпуса — около Белькруа, выдвинув бригаду Лапассе к Лакенекси, против Прицельвица. Наконец дивизия Кастаньи (3-го корпуса) располагалась у форта Келе, а гвардия — в резерве у Сен-Жюльена.
Таким образом, 31 августа французам удалось врезаться клином между главными силами Мантейфеля и отрядом Прицельвица, a со стороны Нуасвиля французы угрожали левому флангу немцев.
В виду этого, Мантейфель приказал на 1 сентября: 1-й дивизии и отряду Мемерти — отбить Нуасвиль; 25-й дивизии — перейти в Сен-Барб, в резерв участка Фальи—Сервиньи, а 18-й дивизии — придвинуться к крайнему правому флангу.

### Бой 1 сентября
Базен сделал на 1 сентября следующее распоряжение: «Смотря по тому, что предпримет неприятель, продолжать вчерашнее движение, с тем чтобы овладеть Сен-Барбом и двинуться далее на Бетлянвиль. В случае неудачи, будем удерживать наши позиции, а вечером отойдём на Сен-Жюльен и Келе».
Ранним утром 1 сентября густой туман расстилался по полю сражения, когда немецкие батареи выехали на позицию около Пуа и Сервиньи; как только несколько прояснилось, они открыли огонь по Нуасвилю. Около 7:00 Нуасвиль загорелся; тогда, не дожидаясь отряда Мемерти, несколько батальонов 1-й дивизии двинулись в атаку. Им удалось уже частью ворваться в Нуасвиль, но решительная контратака бригады Клиншана отбросила немцев, и они отошли к Сервиньи. Подкреплённые отрядом Мемерти, немцы вскоре вновь атаковали Нуасвиль, но опять неудачно; французы, хотя удержали Нуасвиль, но не могли далее продолжать наступление и перешли к обороне.
На участке Пуа—Сервиньи французы не начинали ещё атаки. He ожидая успеха от фронтального удара, Базен приказал 4-му корпусу выждать результата действій 3-го корпуса, а потому здесь ограничились пока артиллерийским боем.
Между тем генерал Прицельвиц, чтобы поддержать 1-ю дивизию, двинул к ней сводную бригаду генерала Война (4 батальона, 1 эскадрон, 2 батареи); дойдя до Ожи и вступив в связь с отрядом Мемерти, Война совокупными силами атаковал деревню Флавиньи, а когда французы вынуждены были отступить, овладел и деревней Коенси.
Угрожаемый обходом справа, Лебёф приказал Фовар-Батулю (1-я дивизия) снова перейти в наступление, но прусская 28-я бригада отбила эту атаку и около 10:00 бой здесь окончательно прекратился.
В главной квартире Фридрих-Карла ещё с утра слышны были выстрелы в западном направлении, наводившие на мысль о близости шалонской армии (в это время шёл бой под Седаном). Однако, получив донесение, что Мантейфель имеет дело с превосходящими силами, принц приказал 10-му и 7-му корпусам перейти через Мозель.
На левом фланге французы открыли огонь по деревне Фальи и в 8:30 атаковали её, но были отбиты. Также неудачно закончились и последовавшие неоднократные попытки французов против этой дёревни, но им удалось овладеть деревней Рупиньи, в которой все-таки они не смогли удержаться, вследствие удачных действий немцев. Между тем 1-я дивизия и отряд Мемерти, после безуспешных попыток взять Нуасвиль, выставили свою артиллерию в окрестностях Сервиньи; вскоре эта артиллерия заставила замолчать орудия французов. Нуасвиль горел. Около 10:00 немцы сочли атаку достаточно подготовленной и двинулись вперёд. К 11:00 они наконец овладели Нуасвилем и деревней Брасери. На этом бой прекратился.
Ещё в 10:00, то есть после отступления Фовар-Батуля от Фланвиля, Лебёф писал Базену, что, вследствие этого отступления, фланг его совершенно открыт, он окружён неприятелем и вынужден отойти назад. Это донесение в связи с потерей Нуасвиля побудили Базена начать общее отступление. Французы к ночи заняли свои прежние биваки.

## Итоги сражения
Потери составили 3000 убитых и раненых у немцев, у французов — 3400 убитых и раненых.